# Monasterio de Madres Benedictinas (Cuenca)
El monasterio de Madres Benedictinas, o monasterio de Religiosas de San Benito, con advocación de Nuestra Señora de la Contemplación, en Cuenca fue fundado el día 14 de diciembre de 1448 por encargo y comisión de su fundador Pedro Arias de Vamonde, canónigo de Cuenca, dio a Nuño Álvarez de Fuente Encalada, chantre y canónigo de Cuenca.

## Descripción
El edificio ocupa el extremo sur de la manzana definida por las calles de González Francés, Pósito y Esperanza, en el inicio de la falta del cerro sobre el que se asienta el casco antiguo de la ciudad en su vertiente hacia el río Huécar. Su planta es un polígono irregular, en el que se levanta la fachada de la calle del Pósito, notablemente inferior, tanto en longitud como en altura, a las otras dos; y en conjunto desde el acceso de la ciudad baja moderna por la calle del Pósito, aparece como una importante mole de cinco plantas.

### Fachadas
La fachada SO es la principal del monasterio, donde se encuentra su puerta de acceso; la de mayor nobleza por su fábrica vista de sillería y mampostería, y sobre todo por su ordenada composición de huecos, todos ellos defendidos por rejas de hierro forjado de sencilla traza. Sobre la puerta hay un escudo de reciente factura sin ningún valor artístico.
La fachada se corona con un alero de tres órdenes de bocateja.
La fachada de la calle González Francés presenta un aspecto de rancia severidad, con su gran superficie de piedra vista predominando sobre la de huecos, en apariencia de fortaleza antigua; la fábrica de piedra grisácea es de mampostería con adarajas de sillería; también son de sillería las guarniciones de la mayor parte de los huecos de las tres principales plantas. La composición de huecos es un tanto anárquica en cuanto a disposición y tamaño. Solo se aprecia una ordenación del alzado en sentido horizontal por la división de este en tres cuerpos conseguida mediante impostas horizontales de sillería, que determinan una disminución de gruesos de muro, de modo que a partir de cada imposta, el plano de la fachada se retranquea unos centímetros respecto al inferior.
La fachada a la calle de la Esperanza es mucho más heterogénea y falta de unidad, aparentando corresponder a varios edificios distintos. Es sin duda la más alterada respecto a su apariencia primitiva, estando la fábrica revestida en su totalidad, de modo que no tiene nada que ver con las otras dos.

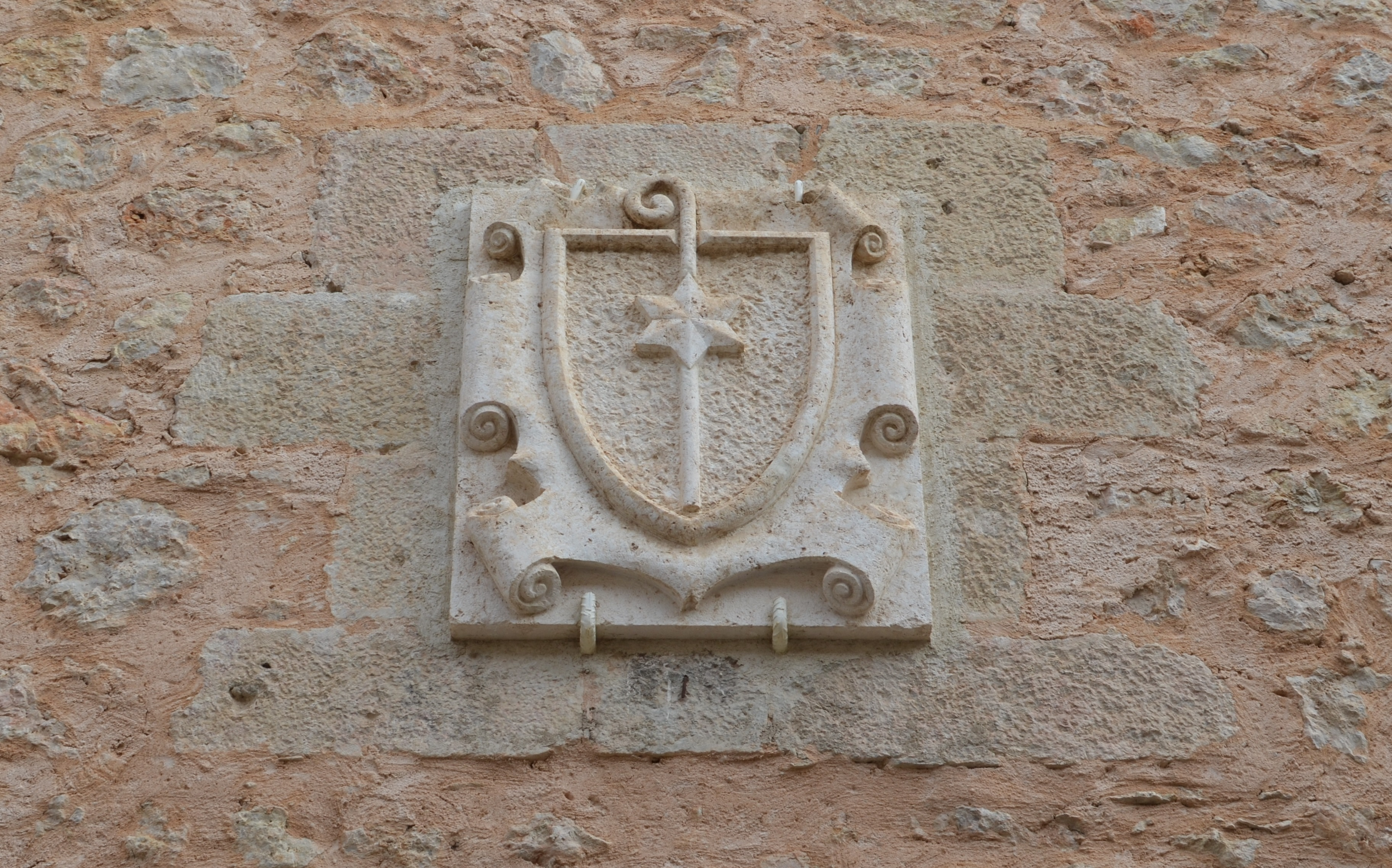

Finalmente, en el extremo derecho más alto de la fachada en la culminación de la cuesta, se aprecia el cuerpo de la iglesia, a su vez, manifestado en dos partes diferentes, también por fajeados resaltados de yeso y remate de cornisa del mismo material y sencilla molduración, en dos niveles escalonados correspondiendo a las diferentes alturas de las cubiertas de ambos cuerpos. En el cuerpo inferior, encontramos una portada de traza románica con arco apuntado y jambas de piedra que sin duda fue el antiguo acceso a la capilla, hoy tapiado y convertido por el interior en una hornacina; sobre él hay un óculo circular, también tapiado. En el cuerpo superior inmediato, la fachada presenta una sencilla composición simétrica con dos ventanas de arco semicircular que dan luz a la cabecera de la iglesia, con rejas de diseño modernista y recercado moldurado, sobre las cuales y en el eje central de la composición se abre otro óculo similar al de la puerta condenada.

### Cubiertas
Sobre las cubiertas de estos dos cuerpos de la iglesia y en segunda crujía, se levantan sendos alzados de otra planta de edificación muy reciente, realizados por necesidades de ampliación del convento, sin ninguna preocupación compositiva y que afean notablemente el aspecto de este extremo superior de la fachada, precisamente por ser más visible desde la plazuela de la Esperanza en que desemboca la calle.

### Plantas
El edificio se desarrolla en un total de cinco plantas o niveles: 
- Planta primera: Se ubica en ella la residencia-internado de estudiantes, con fachada y acceso a la calle de González Francés, y parte de la calle del Pósito. A esta misma calle se abre el acceso principal del monasterio y algunas piezas de la hospedería.

- Planta segunda: En la crujía inmediata a la calle González Francés, se ubica la segunda planta de la residencia, con módulos de dormitorios, la escalera principal del monasterio que comunica entre sí todas las plantas e independiente de la que comunican las del internado, el claustro bajo el torno al patio en su ala NO, y otra escalera inmediata a la principal que enlaza esta planta con la inferior.

- Planta tercera: El patio tiene a partir de este nivel mayor extensión. En torno al patio se desarrolla el patio ya cerrado; una zona de locales de almacén en su lado SO y la biblioteca en el lado NE. 
  - En la crujía correspondiente a la calle González Francés se ubica la última planta de la residencia-internado que ocupa el comedor, cocina y oficio, con una comunicación de este último con el claustro de la clausura.
  - En la crujía correspondiente a la fachada SO se ubica la enfermería, farmacia y una celda con su servicio. En la crujía correspondiente a la fachada de la calle Esperanza se sitúan de SO a NE, la última planta de la hospedería con una sala de estar, caja de escalera y habitaciones con sus cuartos de baño.
  - El resto de la crujía, paralela al claustro, lo ocupa la iglesia en la doble altura correspondiente a esta planta y la superior. La iglesia está ocupada por el coro conventual de doble sillería de madera y se cubre con una bellísima bóveda nervada del siglo XVI, obra de Pedro de Alviz. El resto de la nave se cubre con una sencilla bóveda de yeso de medio cañón, con falsos arcos fajones que la dividen en cuatro tramos, correspondiendo el último inmediato al coro, al presbiterio, donde se sitúa el altar exento.

- Planta cuarta: La ocupa enteramente la clausura, con el refectorio y la cocina y servicios, en la crujía correspondiente a la calle González Francés. La crujía correspondiente a la calle del Pósito la ocupan despachos y salas de estudio y trabajo y el ala SE, crujía correspondiente a la calle Esperanza, la ocupa el primitivo coro.

- Planta quinta: También dedicada íntegramente a la clausura con el claustro perimetral, que da acceso al conjunto de celdas con ventanas al patio, excepto el ala SE, en que dicho claustro tiene luces directas al mismo.

- Planta sexta: Se sitúa en la zona NE del edificio, ocupando una pequeña superficie en forma de L, entre ambos patios y en la crujía interior respecto a la calle Esperanza.